# (53) Kalypso
(53) Kalypso – planetoida z pasa głównego planetoid.

## Odkrycie i nazwa
Została odkryta 4 kwietnia 1858 roku w obserwatorium w Düsseldorfie przez Roberta Luthra. Nazwa planetoidy pochodzi od Kalipso, według mitologii greckiej nimfy żyjącej na wyspie Ogygia. Kalypso to również nazwa jednego z księżyców Saturna.

## Orbita
(53) Kalypso okrąża Słońce w ciągu 4 lat i 86 dni w średniej odległości 2,62 j.a.